# World Scout Moot 1935
World Scout Moot 1935 var den andra världsscoutmötet och hölls på Ingarö i Stockholms skärgård. Lägret hade 3 000 deltagare, från 26 länder. Deltagare på lägret var även scoutrörelsens grundare, Robert Baden-Powell, Folke Bernadotte, och den dåvarande svenske scoutchefen Ebbe Lieberath.